# 阿克
阿克，使用于美国等地的的跨语言（尤英语）姓。以下知名人物使用此姓：
- 大卫·阿克（英语：David Aaker）（1938-），美国组织行为学家（英語：Organizational theory）、顾问和荣誉退休教授。
- 德伦曼·阿克（英语：Drengman Aaker）（1839年9月24日-1894年3月30日），美国政治家和商人。
- 珍妮弗·阿克（英语：Jennifer Aaker）（1967年1月15日-），美国行为学家。
- 约恩·阿克（英语：Jon Åker）（1927年2月26日-2013年4月18日），挪威医院院长。
- 拉尔斯·K·阿克（英语：Lars K. Aaker）（1825年9月19日-1895年8月14日），美国农民和政治家。
- 李·阿克（英语：Lee Aaker）（1943年9月25日-2021年4月1日），美国儿童演员、制片人、木匠和滑雪教练。
- 理查德·阿克·特赖索尔（英语：理查德·阿克·特赖索尔）（1939年7月25日-）美国和意大利的当代古典音乐作曲家和钢琴家。